# Fysikolympiaden
Fysikolympiaden, Internationella Fysikolympiaden, International Physics Olympiad (IPhO), en årlig internationell fysiktävling för gymnasister. IPhO är en av de internationella vetenskapsolympiaderna. Den första tävlingen hölls i Warszawa 1967.
Varje deltagande land skickar upp till fem deltagare som tagits ut i någon form av nationell kvalificeringstävling.
Under olympiaden tävlar man under två tävlingsdagar, en praktisk och en teoretisk. 
På grund av SARS-epidemin deltog ingen trupp från Sverige 2003.
Fysikolympiaden har arrangerats i:
| - 1967 - Warszawa, Polen - 1968 - Budapest, Ungern - 1969 - Brno, Tjeckoslovakien - 1970 - Moskva, Sovjetunionen - 1971 - Sofia, Bulgarien - 1972 - Bukarest, Rumänien - 1974 - Warszawa, Polen - 1975 - Güstrow, Östtyskland - 1976 - Budapest, Ungern - 1977 - Hradec Kralove, Tjeckoslovakien - 1979 - Moskva, Sovjetunionen - 1981 - Varna, Bulgarien | - 1982 - Malente, Västtyskland - 1983 - Bukarest, Rumänien - 1984 - Sigtuna, Sverige - 1985 - Portorož, Jugoslavien - 1986 - London-Harrow, Storbritannien - 1987 - Jena, Östtyskland - 1988 - Bad Ischl, Österrike - 1989 - Warszawa, Polen - 1990 - Groningen, Nederländerna - 1991 - Havanna, Kuba - 1992 - Helsingfors, Finland - 1993 - Williamsburg, USA | - 1994 - Peking, Kina - 1995 - Canberra, Australien - 1996 - Oslo, Norge - 1997 - Sudbury, Kanada - 1998 - Reykjavik, Island - 1999 - Padua, Italien - 2000 - Leicester, Storbritannien - 2001 - Antalya, Turkiet - 2002 - Bali, Indonesien - 2003 - Taipei, Taiwan - 2004 - Pohang, Sydkorea - 2005 - Salamanca, Spanien | - 2006 - Singapore, Singapore - 2007 - Isfahan, Iran - 2008 - Hanoi, Vietnam - 2009 - Merida, Mexiko - 2010 - Zagreb, Kroatien - 2011 - Bangkok, Thailand - 2012 - Tallinn och Tartu, Estland - 2013 - Köpenhamn, Danmark - 2014 - Astana, Kazakstan - 2015 - Mumbai, Indien - 2016 - Zürich, Schweiz |

## Medaljer och hedersomnämnanden
Medaljer och hedersomnämnanden delas ut till de med de bästa resultaten enligt följande regler: guld ges till de bästa 8% av deltagarna, silver eller bättre till de bästa 25%, brons eller bättre till de bästa 50% och hedersomnämnande eller bättre ges till de bästa 67% av deltagarna. Alla deltagare får ett certifikat på att de har deltagit. Det finns även ett antal specialpris som till exempel för bästa lösning av ett visst problem.

## 2008 års lag
De svenska deltagarna 2008 var Carl Andersson, Karl Larsson, Rikard Lundmark, Viktor Hallman och Kalle Arvidsson. Rikard Lundmark och Kalle Arvidsson kommer båda från Gislaveds gymnasium, och var med i det vinnande laget i lagtävlingen i den svenska uttagningstävlingen.

## 2009 års lag
Vid 2009 års olympiad i Mexiko var de svenska deltagarna Rikard Lundmark, Emil Molander, Jonas Landberg, Carl Toft samt Patrik Berggren.  Rikard Lundmark tog i Fysikolympiaden ett hedersomnämnande.
Jonas Landberg och Emil Molander kommer båda från Östrabo gymnasium, Uddevalla gymnasieskola, och var med i det vinnande laget i lagtävlingen i den svenska uttagningstävlingen.

## 2012 års lag
År 2012 var första gången på 11 år som en svensk lagmedlem tog en medalj, senaste gången var 2001. Medaljören var Johan Runeson från Växjö Katedralskola, som tog en bronsmedalj. De övriga medlemmarna i Sveriges lag var Carl Smed, Simon Johansson, Viktor Djurberg och Andréas Sundström.

## 2013 års lag
Deltagarna i det svenska laget vid 2013 års fysikolympiad var Andréas Sundström, Emil Ejbyfeldt, Henrik Gingsjö och Mattias Ekre. Detta år resulterade i tre hedersomnämnanden.

## 2014 års lag
År 2014 deltog Joel Andersson, Carl-Joar Karlsson från Alléskolan i Hallsberg, Johan Nordstrand, Henning Rydström och Mattias Sjö i det svenska laget. Mattias Sjö tog en bronsmedalj och Joel Andersson tog ett hedersomnämnande.

## 2015 års lag
2015 års olympiad resulterade i en bronsmedalj och två hedersomnämnanden för det svenska laget. Deltagarna var Åke Andersson (bronsmedalj), Peter Hallstadius (hedersomnämnande), Ida Svenningsson (hedersomnämnande), Christian Le och Axel Sundkvist. Peter Hallstadius, Christian Le och Ida Svenningsson kommer alla tre från Katedralskolan i Lund. 

## 2016 års lag
Fysikolympiaden 2016 resulterade i tre bronsmedaljer och ett hedersomnämnde; dessutom vann Aletta Csapo specialpriset för bästa kvinnliga europé. Lagmedlemmarna var Oskar Vallhagen (brons), Aletta Csapo (brons, bästa kvinnliga europé), Erik Tegler (brons), Albert Johansson (hedersomnämnande) och Julia Järlebark från Alléskolan i Hallsberg.